# Saison 1996 de la Super League
Navigation
Édition suivante
La Saison 1996 de la Super League (connue pour des raisons de partenariats comme la Stones Bitter Super League I) est la première saison de cette compétition  qui est le top-niveau du rugby à XIII européen. C'est aussi la première saison de rugby à XIII à être estivale. La compétition a pour équipes les onze équipes anglaises de la saison 1995-96 de Rugby Football League et une nouvelle équipe française, le Paris Saint-Germain Rugby League.

## Classement de la Super League I
Classement final
|    | Team                | J  | G  | N | P  | Pp  | Pc   | PD   | Pts |
| -- | ------------------- | -- | -- | - | -- | --- | ---- | ---- | --- |
| 1  | St Helens           | 22 | 20 | 0 | 2  | 950 | 455  | +495 | 40  |
| 2  | Wigan Warriors      | 22 | 19 | 1 | 2  | 902 | 326  | +576 | 39  |
| 3  | Bradford Bulls      | 22 | 17 | 0 | 5  | 767 | 409  | +358 | 34  |
| 4  | London Broncos      | 22 | 12 | 1 | 9  | 611 | 462  | +149 | 25  |
| 5  | Warrington Wolves   | 22 | 12 | 0 | 10 | 569 | 565  | +4   | 24  |
| 6  | Halifax Blue Sox    | 22 | 10 | 1 | 11 | 667 | 576  | +91  | 21  |
| 7  | Sheffield Eagles    | 22 | 10 | 0 | 12 | 599 | 730  | -131 | 20  |
| 8  | Oldham Bears        | 22 | 9  | 1 | 12 | 473 | 681  | -208 | 19  |
| 9  | Castleford Tigers   | 22 | 9  | 0 | 13 | 548 | 599  | -51  | 18  |
| 10 | Leeds               | 22 | 6  | 0 | 16 | 555 | 745  | -190 | 12  |
| 11 | Paris Saint-Germain | 22 | 3  | 1 | 18 | 398 | 795  | -397 | 7   |
| 12 | Workington Town     | 22 | 2  | 1 | 19 | 325 | 1021 | -696 | 5   |

| Champions | Relegated |